# 金成町
金成町（かんなりちょう）は、かつて宮城県栗原郡にあった町である。

## 地理
宮城県の最北部、岩手県との県境に位置する。町の北部が丘陵地、中部、南部が平地となっている。町の南部を西から東に三迫川が流れる。
国道4号が南から北に抜ける。市街地はこの道路沿いに三か所あり、沢辺と金成は南部、有壁は北部にある。沢辺は国道が三迫川を渡る北岸に、金成はそれより北東約2キロの丘とその麓にある。有壁は丘陵中の盆地である。
- 河川：三迫川、夏川、金流川、有馬川

## 歴史
縄文時代、古墳時代の埋蔵遺跡が多く発見されている。平安後期には奥州藤原氏の支配下に入った。南北朝時代には、津久毛橋城が南朝の北畠顕信の拠点になった。江戸時代に仙台藩の支配下になり、金成に三迫川流域を支配する代官所が置かれた。また奥州街道の沢辺、金成、有壁宿が置かれた。

### 沿革
- 1955年（昭和30年）1月1日 - 栗原郡金成村、沢辺村、津久毛村、萩野村が新設合併し発足。
- 2005年（平成17年）4月1日 - 栗原郡築館町、若柳町、栗駒町、高清水町、一迫町、瀬峰町、鶯沢町、志波姫町、花山村と新設合併して栗原市となる。

## 行政
- 歴代町長

初代 - 佐藤曜三郎（元萩野村長）

## 教育
小学校・中学校
金成小中一貫校

## 交通

### 鉄道
- 東日本旅客鉄道
  - 東北本線：有壁駅
- くりはら田園鉄道
  - くりはら田園鉄道線：沢辺駅 - 津久毛駅

### 道路
- 高速道路

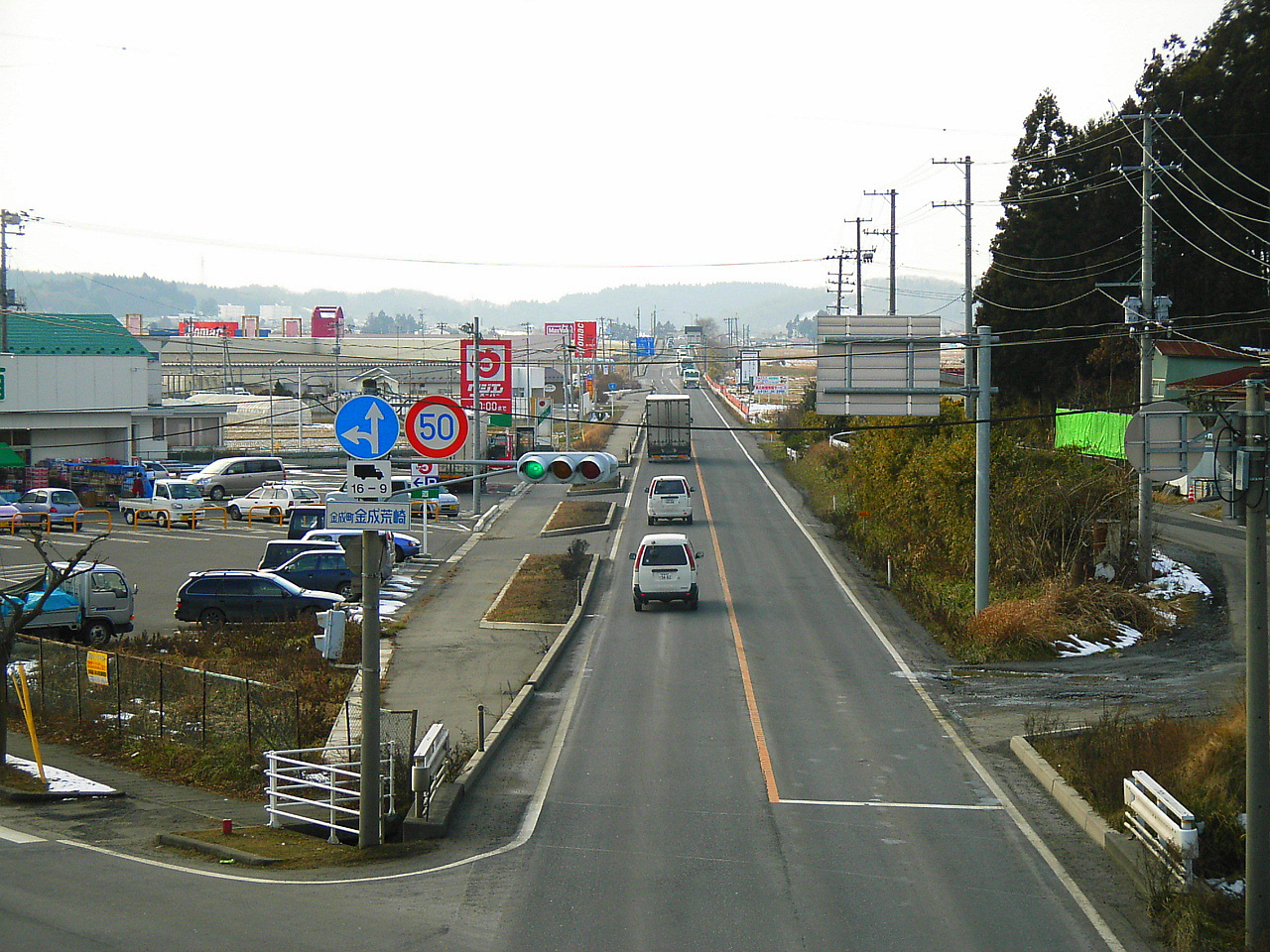
国道4号、金成と沢辺の間（2005年12月）

  - 東北自動車道：若柳金成IC - 金成PA
- 一般国道
  - 国道4号
- 都道府県道
  - 宮城県道4号中田栗駒線
  - 岩手県道・宮城県道48号弥栄金成線
  - 宮城県道181号大鳥沢辺線
  - 宮城県道182号栗駒金成線
  - 宮城県道・岩手県道186号有壁若柳線
  - 岩手県道・宮城県道186号油島栗駒線
  - 岩手県道・宮城県道187号大門有壁線
  - 宮城県道203号有壁停車場線

## 名所・旧跡・観光スポット・祭事・催事
- 沢辺ゲンジボタル発生地
- 旧金成小学校校舎 （金成町歴史民俗資料館、現在は栗原市金成歴史民俗資料館）
- 金成ハリストス正教会
- 旧有壁宿本陣
- 金成温泉
- 日枝神社
- 姉歯の松

### 祭り
- 小迫祭り（4月第1日曜日）
- 館山公園（臥牛館跡）桜まつり
- 金成町夏祭り（8月上旬）
- 金売吉次まつり（5月、10月)

### イベント
- 金成町朝市(8月12日)
- 金成町産業まつり（11月）
- 金成町民文化祭（11月）
- ライトファンタジーin金成（12月）

## 出身有名人
- 千田和江（騎手）
- 扇山民雄（大相撲力士）